# Манчестер (Міссурі)
Манчестер (англ. Manchester) — місто (англ. city) в США, в окрузі Сент-Луїс штату Міссурі. Населення — 18 333 особи (2020).

## Географія
Манчестер розташований за координатами 38°34′59″ пн. ш. 90°30′23″ зх. д. / 38.58306° пн. ш. 90.50639° зх. д. (38.583169, -90.506440).  За даними Бюро перепису населення США в 2010 році місто мало площу 13,15 км², уся площа — суходіл.

## Демографія
Згідно з переписом 2010 року, у місті мешкали 18 094 особи в 7239 домогосподарствах у складі 5048 родин. Густота населення становила 1376 осіб/км².  Було 7553 помешкання (574/км²).
Расовий склад населення:
| - 87,6 % — білих - 6,0 % — азіатів - 3,1 % — чорних або афроамериканців - 0,2 % — корінних американців - 1,1 % — осіб інших рас |

До двох чи більше рас належало 2,1 %. Частка іспаномовних становила 2,9 % від усіх жителів.
За віковим діапазоном населення розподілялося таким чином: 23,5 % — особи молодші 18 років, 63,6 % — особи у віці 18—64 років, 12,9 % — особи у віці 65 років та старші. Медіана віку мешканця становила 38,9 року. На 100 осіб жіночої статі у місті припадало 94,9 чоловіків;  на 100 жінок у віці від 18 років та старших — 91,8 чоловіків також старших 18 років.
Середній дохід на одне домашнє господарство  становив 95 758 доларів США (медіана — 76 395), а середній дохід на одну сім'ю — 110 047 доларів (медіана — 96 339). Медіана доходів становила 64 361 долар для чоловіків та 49 632 долари для жінок. За межею бідності перебувало 5,5 % осіб, у тому числі 7,5 % дітей у віці до 18 років та 2,4 % осіб у віці 65 років та старших.
Цивільне працевлаштоване населення становило 10 465 осіб. Основні галузі зайнятості: освіта, охорона здоров'я та соціальна допомога — 22,3 %, роздрібна торгівля — 14,7 %, науковці, спеціалісти, менеджери — 13,2 %.